# Колосов, Евгений Евгеньевич
Евге́ний Евге́ньевич Ко́лосов (4 января 1879, Нерчинск, Забайкальская область — 7 августа 1937, Тобольск, Омская область) — общественный и политический деятель, эсер, историк революционного движения в России. Подвергался репрессиям в царской России, при Колчаке и в СССР после смерти Ленина. Расстрелян вместе с женой в 1937 году.

## Биография
По происхождению из дворян. Отец — Евгений Яковлевич Колосов (1839 — ок. 1903), дворянин либерально-демократических убеждений, поручик, политический ссыльный. Мать — Анна Георгиевна Колосова (Разгильдеева), полутунгуска, дочь чиновника, по материнской линии считалась потомком князей Гантимуровых.
Евгений Евгеньевич Колосов окончил Томское реальное училище (1895), затем учился в Томском технологическом институте, состоял вольнослушателем юридического факультета Санкт-Петербургского университета. В конце XIX — начале XX в. вёл революционную деятельность в Санкт-Петербурге, Томске, Красноярске, Нижнем Новгороде, Одессе, Сормове, Туле, Саратове.
В 1901 году в Красноярске познакомился с участницей студенческих демонстраций Валентиной Поповой, высланной из столицы. Любовь с первого взгляда связала их на всю дальнейшую жизнь.
В 1905 году Колосов стал членом Летучего отряда Боевой дружины, участвовал в Декабрьском вооружённом восстании в Москве. Выступал делегатом I и II съездов партии эсеров. Член боевой группы Савинкова, в департаменте полиции отмечен как террорист. Неоднократно арестовывался царским правительством, 2 года провёл в Петропавловской крепости и в «Крестах». Осенью 1907 года Колосов вместе с Валентиной и маленьким сыном Евгением через Финляндию перебрался во Францию, а в 1909 году — в Италию. Там у Валентины родилась дочь Елена. В этот период жизни Колосов занимался литературной и научной деятельностью — работал журналистом и изучал творчество Н. К. Михайловского, став крупнейшим специалистом по его наследию.
В годы Первой мировой войны Колосов стал сторонником оборонческой позиции. В начале 1916 года вместе с семьёй вернулся в Россию, но был задержан ещё на границе и сослан в Енисейскую губернию. На период после Февральской революции приходится всплеск активности его легальной политической деятельности. Колосов стал одним из лидеров местных эсеров, членом Красноярского совета рабочих и солдатских депутатов, городского народного собрания, входил в состав местного комитета общественной безопасности. Работал редактором газеты «Наш голос».
В конце июля 1917 года Колосов был назначен Временным правительством комиссаром города и крепости Кронштадт. В ноябре 1917 заочно избран членом Всероссийского Учредительного собрания по списку партии эсеров от Енисейской губернии. Вёл в Сибири активную политическую деятельность в пользу народовластия, был последовательным критиком и противником колчаковского режима. В 1918 году служил в Енисейской губернии в земской управе и редактором журнала «Новое земское дело». С октября 1919 был одним из лидеров Земского Политического бюро, затем вошедшего в Иркутский Политцентр. В январе 1920 года был арестован органами ВЧК и до лета того же года содержался в Омском доме лишения свободы. После освобождения служил в экономическом отделе Сибревкома.
В 1922 году Колосов с семьёй переехал в Петроград. Вначале им как участникам борьбы с самодержавием даже выделили двухкомнатную квартиру, Колосов устроился работать в Главполитпросвет, попутно занимаясь научными исследованиями. В 1925 году Колосов, как и его жена, был арестован и был приговорён к тюремному заключению сроком на 3 года. В сентябре Колосовых доставили в Верхнеуральский политический изолятор и заключили в камеру в семейном блоке.
После освобождения Колосов некоторое время работал научным сотрудником в Государственной библиотеки СССР им. В. И. Ленина. В 1933 году снова был арестован вместе с женой, отбывали наказание в Суздальском политическом изоляторе. В 1936 году Колосова отправили в ссылку в Тобольск, куда до этого отправили Валентину, там супруги снова встретились. С октября 1936 по январь 1937 года Колосов работал временным сотрудником по инвентаризации научного имущества Тобольского краеведческого музея.
8 февраля 1937 года работники Тобольского отдела НКВД арестовали Колосовых и завели на них уголовное дело по обвинению в контрреволюционной деятельности. Колосовы обвинений не признали. Дело рассматривала «тройка» УНКВД по Омской области, которая заочно приговорила их к высшей мере наказания. Приговор был приведен в исполнение 7 (12) августа 1937 года в Тобольске. Тела Евгения Евгеньевича и Валентины Павловны похоронили в общей яме на территории тюремного хоздвора. Реабилитирован в 1989 году.

## Сочинения
- Очерки мировоззрения Н. К. Михайловского. — СПб.,1912.
- Русские волонтеры во Франции: Памяти Степана Николаевича Слетова.- Пг., 1916.
- Н. К. Михайловский. — Пг., 1917.
- Чему нас учил Н. К. Михайловский. Петроград: [б.и.], 1917. 96 с.
- Нелепые слухи. О монастырях и монастырских имуществах. Красноярск: Изд. Енисейского союза кооперативов, 1917. 10 с.
- Земельная программа партии с[оциалистов]-р[еволюционеров]. Доклад на крестьянском съезде в Красноярске 8 апреля 1917 г. Красноярск: Изд. Енисейского союза кооперативов, 1917. 15 с.
- Дальний восток и наше будущее. Красноярск: Тип. Енис. губ. союза кооперативов, 1919. 47 с.
- Сибирь при Колчаке: Воспоминания, материалы, документы, Петроград: издательство «Былое», 1923. — 190 с.
- Государева тюрьма, Издательство «Атеней», 1924. — 255 с.
- В русской Бастилии: Шлиссельбургская крепость и её прошлое. — М.;Л.,1926.
- Кузьмин Д. [Колосов Е. Е.] Народовольческая журналистика, М.: Издательство Всесоюзного Общества политкаторжан и ссыльнопоселенцев, 1930.- 282 с.

#### Статьи
- К. Е. [Колосов Е. Е.] К характеристике наших общественных начинаний // Русское богатство. 1899. № 8 (11). С. 45-85.
- Два русских областника — М. П. Драгоманов и Гр. Н. Потанин: (Опыт сравнит. изучения полит. программ рус. областников) // Сиб. записки. — 1916. — № 3. — С. 123—153.
- Сибирские областники о пришлой и краевой интеллигенции // Сиб. записки. — 1916. — № 3. — С. 206—220.
- Сибирское областничество и русский марксизм // Сиб. записки. — 1916. — № 4. — С. 158—174.
- Сибирская золотопромышленность и дороговизна // Сибирская жизнь. 1916. 1 дек.
- Рабочий вопрос на приисках и дороговизна // Сибирская жизнь. 1917. 16 февр.
- Русское народничество и культурная работа // Культура и свобода: Сб. 1. Петроград: Сила, 1918. С. 57-66.
- Статьи 1917—1919 гг. в газетах «Сибирские записки», «Наш голос», «Воля Сибири», «Новое земское дело», «Народный голос» (Красноярск), «Дело народа», «Новая жизнь», «Вольная Сибирь» (Петроград), «Сибирь», «Свободный край» (Иркутск), «Голос народа» (Томск) (подробный список).
- Горбунов М. [Колосов Е. Е.] В. И. Ленин в Красноярске // Былое. 1924. № 25. С.119-127.
- Спорный вопрос Каракозовского дела (об авторстве прокламации «Друзьям рабочим») // Каторга и ссылка. 1924. № 3(10). С.65-88.
- Г. В. Плеханов и Департамент полиции (архивная справка) // Каторга и ссылка. 1924. № 4 (11). С. 128—129.
- Н. С. Тютчев в оценке Л. Г. Дейча // Тютчев Н. С. Революционное движение 1870-80 гг.: статьи по архивным материалам / ред. А. В. Прибылева. — М.: Изд-во Всесоюзн. общества политкаторжан и ссыльнопоселенцев, 1925. — С. 167—179.
- Революционная деятельность Н. С. Тютчева в 1870 гг.: по документам 3-го Отделения // Тютчев Н. С. Революционное движение 1870-80 гг.: статьи по архивным материалам / ред. А. В. Прибылева. — М.: Изд-во Всесоюзн. общества политкаторжан и ссыльнопоселенцев, 1925. — С. 7-54.
- Горбунов М. [Колосов Е. Е.] Савинков как мемуарист // Каторга и ссылка. 1928. № 3. С.168-185; № 4. С.163-173; № 5. С.168-180.
- Кузьмин Дм. [Колосов Е. Е.] А. Л. Никифоров и дело Грешнера (по личным воспоминаниям) // Каторга и ссылка. 1928. № 4(41). С. 38-54.
- Кузьмин Дм. [Колосов Е. Е.] Казанская демонстрация 1876 г. и Г. В. Плеханов // Каторга и ссылка. 1928. № 5 (42). С. 7-40.
- Кузьмин Д. [Колосов Е. Е.] Газета «Народная Воля» и её редакторы (по поводу «Послесловия» В. Н. Фигнер к «Народовольческой журналистике») // Каторга и ссылка. 1932. № 1. С. 105—143.

#### Рецензии
- [Рец. на кн.: Якутская трагедия 22 марта 1889 г.: сборник воспоминаний и материалов. М., 1925] // Каторга и ссылка. 1924. № 5(12). С. 339—341.
- [Рец. на кн.: Лонге Ж., Зильбер Г. Террористы и охранка. М., 1924] // Каторга и ссылка. 1925. № 3(16). С. 249—251.
- Кузьмин Д. [Колосов Е. Е.] Как не надо изучать историю: библиографическая заметка [о кн.: Горохов В. А. 1-й Интернационал и русский социализм. М., 1925] // Каторга и ссылка. 1926. № 3 (24). С. 251—262.
- Кузьмин Д. [Колосов Е. Е.] К вопросу о реабилитации Нечаева (библиографическая заметка) [о кн.: Гамбаров А. В спорах о Нечаеве. М.; Л., 1926] // Каторга и ссылка. 1927. № 3 (32). С. 225—238.
- Кузьмин Дм. [Колосов Е. Е.] [Рец.на кн.: Буланова-Трубникова О. К. Три поколения. М., 1928] // Каторга и ссылка. 1928. № 12(49). С.181-184.
- Кузьмин Дм. [Колосов Е. Е.] П. Е. Щеголев как историк Равелина [о кн.: Щеголев П. Е. Алексеевский равелин. М., 1929] // Каторга и ссылка. 1929. № 10(59). С. 195—203.
- Кузьмин Дм. [Колосов Е. Е.] [Рец.на кн.: Покушение Каракозова. М., 1928. Т.2] // Каторга и ссылка. 1930. № 7(68). С.193-194.